# Toronto Blue Jays
Toronto Blue Jays – drużyna baseballowa grająca we wschodniej dywizji American League, ma siedzibę w Toronto w prowincji Ontario. Od roku 2005 jest jedyną drużyną spoza USA w Major League Baseball.

## Historia
W marcu 1976 zarząd American League ogłosił, iż do ligi dołączy nowy klub z Toronto; z ponad 4 tysięcy zaproponowanych przydomków wybrano Blue Jays. Pierwszy mecz w MLB zespół rozegrał 7 kwietnia 1977 przeciwko Chicago White Sox w obecności 44 649 widzów. W sezonie 1985 Blue Jays z bilansem 99–62 zajęli 1. miejsce w AL East i po raz pierwszy uzyskali awans do postseason, jednak ulegli w American League Championship Series Kansas City Royals 3–4. W latach 1989 i 1991 zespół przegrywał na tym samym etapie rozgrywek, jednak w 1992 po raz pierwszy w historii klubu zwyciężyli w World Series.
W sezonie 1993 po pokonaniu Chicago White Sox w American League Championship Series, Blue Jays po raz drugi z rzędu sięgnęli po mistrzostwo, pokonując w World Series 4–2 Philadelphia Phillies. 26 września 2015 po zwycięstwie nad Tampa Bay Rays, Blue Jays zapewnili sobie pierwszy od 1993 udział w postseason.

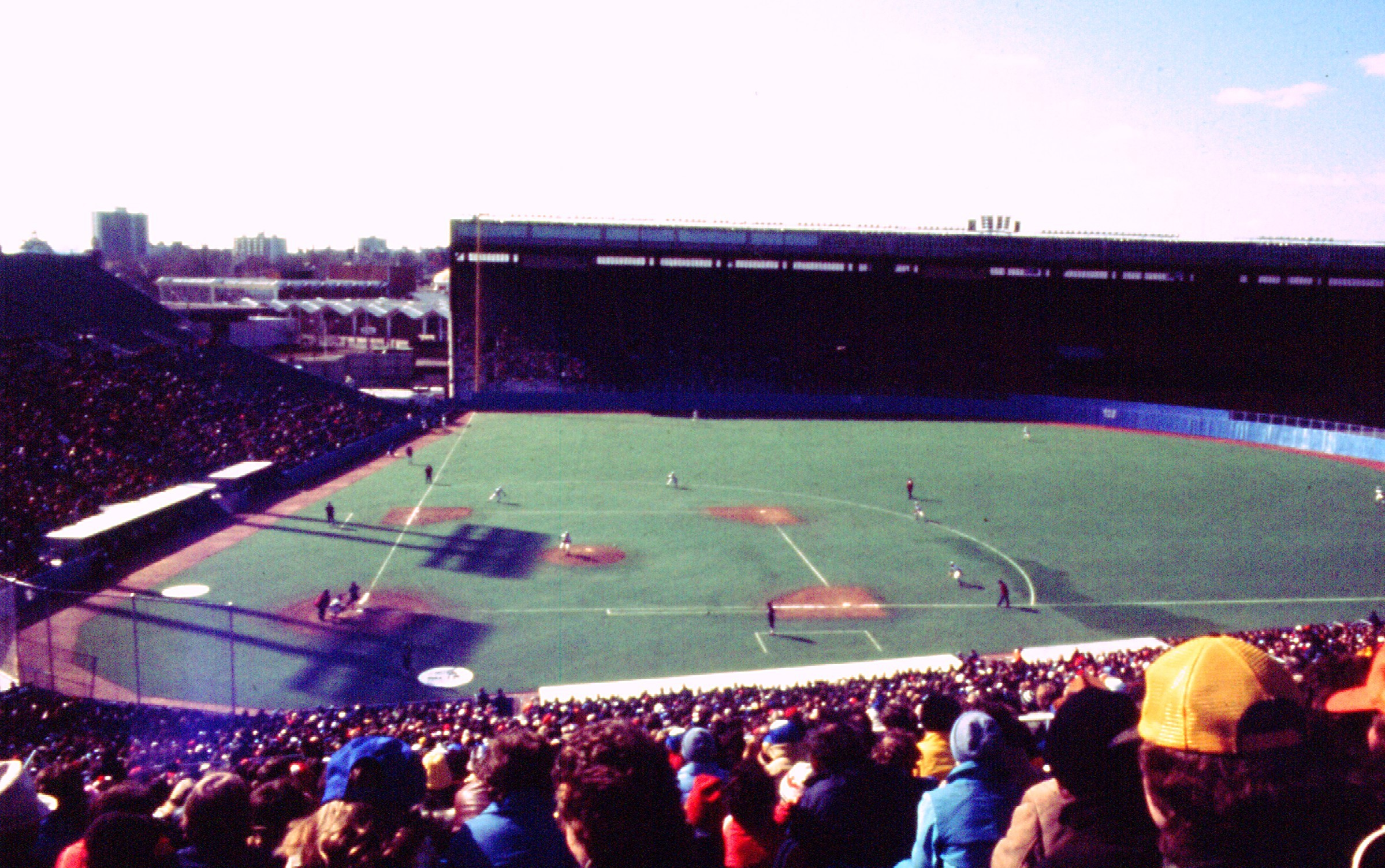
Exhibition Stadium – stadion, na którym Blue Jays rozgrywali swoje mecze w latach 1977–1989.

## Sukcesy
| Tytuł                               | Liczba | Rok                                |
| ----------------------------------- | ------ | ---------------------------------- |
| World Series                        | 2      | 1992, 1993                         |
| American League Championship Series | 2      | 1992, 1993                         |
| American League East Division       | 6      | 1985, 1989, 1991, 1992, 1993, 2015 |

## Zastrzeżone numery
Od 1997 numer 42 zastrzeżony jest przez całą ligę ku pamięci Jackie Robinsona, który jako pierwszy Afroamerykanin przełamał bariery rasowe w Major League Baseball.
| zastrzeżony w 2011. | zastrzeżony w 1997. |